# Лиланд Станфорд
Амаса Лиланд Станфорд (енгл. Amasa Leland Stanford; 9. март 1824 — 21. јун 1893) је био амерички тајкун, индустријалиста, политичар и оснивач Универзитета Станфорд. Преселио се из Њујорка у Калифорнију за време златне грознице, где је постао успешан трговац и велетрговац, и наставио да развија своје пословно царство. Одслужио је један двогодишњи мандат као осми гувернер Калифорније након избора 1861, а затим је осам година био сенатор из Калифорније. Као председник Јужнопацифичке железнице, и почев од 1861. Централнопацифичке железнице, имао је огромну моћ у читавом региону, и дуготрајан утицај на Калифорнију.

## Рани живот и каријера
Леланд Станфорд је рођен 1824. године у тадашњем Ватервлиту у Њујорку (данас град Колонија). Био је једно од осморо деце Џосије и Елизабет Филипс Станфорд. Међу његовом браћом и сестрама били су сенатор државе Њујорк Чарлс Станфорд (1819–1885) и аустралијски бизнисмен и спиритуалиста Томас Велтон Станфорд (1832–1918). Његов имигрантски предак, Томас Станфорд, настанио се у Чарлстауну у Масачусетсу у 17. веку. Каснији преци су се населили у источној долини Мохок у централном Њујорку око 1720.
Станфордов отац је био имућни фармер. Станфорд је одрастао на породичним фармама у областима Лиша Кил и Рослевил (после 1836) Вотервлит. Породична кућа у Рослевилу звала се Елм Гроуве. Кућа Елм Гроиве је срушена 1940-их. Станфорд је похађао јавну школу до 1836. и био је подучаван код куће до 1839. Похађао је Клинтонов либерални институт у Клинтону у Њујорку и студирао право у богословији Цазеновија у Цазеновији, Њујорк, од 1841. до 1845. године. Он је радио у адвокатској канцеларији Витона, Дулитла и Хедлија у Олбани.
Након што је примљен у адвокатску комору 1848, Станфорд се преселио са многим другим насељеницима у Порт Вашингтон, Висконсин, где је започео адвокатску праксу са Веслијем Пирсом. Отац му је поклонио правну библиотеку за коју се каже да је најбоља северно од Милвокија. Године 1850, Станфорд је номинован од стране Виговске партије за окружног тужиоца округа Вашингтон, Висконсин.

## Брак и фамилија
Станфорд се 30. септембра 1850. оженио са Џејн Елизабет Латроп у Албанију у Њујорку. Она је била ћерка Дајер Латропа, трговца из тог града, и Џејн Ен (Шилдс) Летроп. Пар није имао деце годинама, све док њихово једино дете, син Леланд Девит Станфорд, није рођен 1868. када је његов отац имао четрдесет четири године.

## Бизнис
Године 1852, пошто је изгубио своју правну библиотеку и другу имовину у пожару, Станфорд је пратио петоро браће у Калифорнију током калифорнијске златне грознице. Његова супруга Џејн се привремено вратила у Олбани код њене породице. Ушао је у посао са својом браћом и постао чувар продавнице за рударе у Мичиген Ситију у Калифорнији у округу Плејсер, касније је име промењено у Мичиген Блаф. Касније је поседовао велетрговину. Служио је као мировни судија и помогао је у организацији Библиотечког удружења Сакрамента, које је касније постао Јавна библиотека Сакрамента. Године 1855. вратио се у Олбани да би се придружио својој жени, али је сматрао да је темпо живота на истоку био преспор након узбуђења око развоја Калифорније.
Године 1856, он и Џејн су се преселили у Сакраменто, где се бавио трговачким пословима великих размера. Био је један од четири трговца популарно позната као „Велика четворка“ (или међу собом као „Сарадници“), који су били кључни инвеститори у план главног инжењера Теодора Дехоне Јуда за Централну пацифичку железницу. Њих петорица су је инкорпорирали 28. јуна 1861. и за председника компаније је изабран Станфорд. Остала три сарадника били су Чарлс Крокер, Марк Хопкинс и Колис П. Хантингтон.
Прва локомотива Централног Пацифика, названа Гувернер Станфорд у његову част, сачувана је на статичкој изложби у Калифорнијском државном железничком музеју, у Сакраменту.
Станфорд се безуспешно кандидовао за гувернера Калифорније 1859. Поново је номинован 1861. и победио је на изборима. Одслужио је један мандат, у то време ограничен на две године.
У мају 1868. придружио се Лојду Тевису, Даријусу Огдену Милсу, Х.Д. Бејкону, Хопкинсу и Крокеру у формирању компаније Пацифик Јунион Екпрес. Она се спојила са Велс Фарго и компанијом 1870. године. Станфорд је био директор Велс Фарго и компаније од 1870. до јануара 1884. Након кратког пензионисања из одбора, поново је служио од фебруара 1884. до своје смрти у јуну 1893. године.

## Универзитет Станфорд
Са супругом Џејн, Станфорд је основао Универзитет Леланд Станфорд Јуниор као спомен на њихово једино дете, Леланда Станфорда млађег, који је умро као тинејџер од тифусне грознице у Фиренци, Италија, 1884. док је био на путовању по Европи. Универзитет је основан 9. марта 1885. Законом о задужбини Калифорнијске скупштине и сената, и донацијом задужбине од Леланда и Јане Станфорд потписаним на првом састанку одбора повереника 14. новембра 1885. године.
Станфордови су донирали приближно 40 милиона америчких долара (што је еквивалентно $1,400,000,000 долара данас) за развој универзитета, који је одржао своје уводне вежбе 1. октобра 1891. и био је намењен студијама пољопривреде. Његов први ученик, примљен у Енсина Хол тог дана, био је Херберт Хувер, који је касније постао 31. председник САД. Богатство породице Станфорд током касног 19. века процењује се на 50 милиона долара (што је еквивалентно $1,890,000,000 долара данас).

### Радничке задруге
Станфорд је имао идеје о власништву запослених на Универзитету Станфорд више од тридесет година пре него што их је изразио у својим плановима за универзитет, предлозима као сенатор и у интервјуима за медије.

## Лични живот
Станфорд је био активан слободни зидар од 1850. до 1855. године, придруживши се Прометејској ложи бр. 17 у Порт Вашингтону, Висконсин. Након пресељења на запад, постао је члан градске ложе Мичигена број 47 у Мичиген Блафу, Калифорнија. Такође је био члан Независног реда чудних момака у Калифорнији.
Дуго је патио од локомоторне атаксије. Леланд Станфорд је умро од срчане инсуфицијенције код куће у Пало Алту, Калифорнија, 21. јуна 1893. године. Сахрањен је у породичном маузолеју у кампусу Станфорд. Џејн Стенфорд је умрла 1905. године након што је отрована стрихнином.

## Наслеђе и почасти
- Године 1862, калифорнијске добровољачке трупе су поново изградиле војну испоставу на ушћу реке Сан Педро и потока Аравајпа на територији Аризоне, назвале су то место Форт Станфорд по гувернеру. Међутим, испостава је касније враћена на своје пређашње име, Форт Брекенриџ, а 1866. је постала Камп Грант.
- Локомотиве Централног Пацифика назване по Станфорду[23][24] биле су:
  - Гувернер Станфорд, локомотива 4-4-0 коју је 1863. године изградио предузеће Norris Locomotive Works у Филаделфији и довезена у Сан Франциско бродом на једра. Овај локомотива се чува у Калифорнијском државном железничком музеју у Сакраменту.
  - Ел Гобернадор, локомотива 4-10-0 изграђена у радионицама Централног Пацифика у Сакраменту 1884. За њу је утврђено да има разочаравајући профил у погледу свог учинка при вучи терета, и расходована је у јулу 1894.
- Њему је посвећена Меморијална црква Станфорд у универзитетском кампусу.
- Године 2008, Станфорд је уврштен у Калифорнијски музеј за историју, жене и уметност, Кућу славних Калифорније. Његов рођак, Том Станфорд, прихватио је почасти у његово име.[25]
- Планина Станфорд, која се налази у калифорнијској Сијера Невади, назван је у његову част.[26]